# Franco Polcri
Franco Polcri (Sansepolcro, 7 maggio 1938 – Arezzo, 23 luglio 2022) è stato uno storico e archivista italiano. Dedicò ricerche alla storia di Sansepolcro e alla vita e all'opera di Piero della Francesca.

## Biografia
Nato a Sansepolcro nel 1938, Franco Polcri conseguì la maturità magistrale presso l'Istituto Magistrale Regina Elena della cittadina natale. Ottenuta successivamente la laurea presso la Facoltà di Magistero dell'Università degli Studi La Sapienza di Roma, avviò la carriera di docente di materie letterarie (letteratura italiana, letteratura latina, storia) nelle scuole di istruzione secondaria, concludendola nel 1992 presso il Liceo Scientifico Pier della Francesca di Sansepolcro.
Impegnato attivamente nella vita culturale cittadina a partire dalla metà degli anni '60 del XX secolo, ricoprì la carica di presidente di associazioni culturali (Accademia degli Sbalzati, Pro-Loco Vivere a Borgo Sansepolcro, Associazione Storica dell'Alta Valle del Tevere, di cui fu tra i soci fondatori nel 1996). Dal 1995 al 2015 fu direttore dell'Archivio storico diocesano di Sansepolcro, incarico nel quale subentrò a mons. Ercole Agnoletti.
Inoltre, nel 1966 fu chiamato a far parte del Consiglio pastorale della Diocesi di Sansepolcro, tra i primi a essere istituiti in Italia.
Fondò in Sansepolcro la galleria d'arte Linea '70 e curò l'organizzazione di varie mostre di artisti antichi e moderni.

## Attività politica
Candidato una prima volta a sindaco della propria città natale per una coalizione formata da una lista civica e da una di centrodestra nel 2004, non venne eletto per soli 23 voti. Dopo due anni la consiliatura venne sciolta e nel 2006 Franco Polcri vinse le elezioni, a capo di una coalizione simile alla precedente ma con l'aggiunta di una lista di carattere ambientalista. Fu dunque sindaco di Sansepolcro fino al 2011.

## Storiografia
Gli studi iniziali di Franco Polcri sono dedicati alla storia risorgimentale di Sansepolcro, alla quale aveva dedicato la tesi di laurea pubblicata nel 1966, aggiornando così l'opera di Lorenzo Coleschi. Successivamente affrontò temi di storia economica locale in età moderna e ad aspetti di storia economica e istituzionale del periodo malatestiano e del primo periodo fiorentino della storia cittadina. Dalla fine degli anni '80 del secolo XX, grazie anche al rinvenimento di nuovi documenti d'archivio, dedicò la sua attività di ricerca alla figura e all'opera di Piero della Francesca e della sua famiglia. Inoltre pubblicò studi sul Volto santo di Sansepolcro, alla pittura locale dei secoli XIV, XV e XVI, alla storia della scuola e della cultura a Sansepolcro.

## Pubblicazioni principali
- L. Coleschi - F. Polcri, La storia di Sansepolcro, Sansepolcro, CLEAT, 1966
- F. Polcri, Sansepolcro città medicea di confine, Sansepolcro, Pro-Loco Vivere a Borgo Sansepolcro, 1987
- F. Polcri, Dalla contabilità di una piccola azienda agraria della Valtiberina, secoli XV-XVI, in «Proposte e ricerche», 25, 1990, pp. 144–151
- F. Polcri, Due ritrovamenti d'archivio a Sansepolcro, Sansepolcro, s. n. t., 1990
- F. Polcri, Produzione e commercio di panni e di guado in Sansepolcro in età malatestiana, in Atti della giornata di studi malatestiani a Sansepolcro [Sansepolcro, 27 ottobre 1984], Rimini, Bruno Ghigi Editore, 1990 (“Le signorie dei Malatesti”, 4), pp. 15–23
- F. Polcri, Un'accademia e una città: documenti di un'epoca, Sansepolcro, Accademia degli Sbalzati, 1990
- F. Polcri, Il guado nella Valtiberina del secolo XV, in Tessuti italiani al tempo di Piero della Francesca, Città di Castello, Petruzzi Editore, 1992, pp. 32–35
- F. Polcri, Produzione e commercio del guado nella Valtiberina toscana nel ‘500 e nel ‘600, in «Proposte e ricerche», 28, 1992, pp. 26-38
- F. Polcri, Il Volto Santo di Sansepolcro: storia di una devozione, in Il Volto Santo di Sansepolcro. Un grande capolavoro medievale rivelato dal restauro, a cura di A. M. Maetzke, Cinisello Balsamo, Silvana Editoriale, 1994, pp. 101-120
- F. Polcri, Gli statuti fiorentini di Sansepolcro (1441), in La Valtiberina Lorenzo e i Medici, a cura di G. Renzi, Firenze, Leo S. Olschki Editore, 1995, pp. 163-181
- F. Polcri, Il Volto Santo tra Sansepolcro e Lucca in un contesto di devozione e carità popolare nei secoli della crisi (XVI-XVIII), in Vie romee dell'Appennino, Sestino, Istituto di Studi e Ricerche della Civiltà Appenninica, 1998, pp. 55-61
- F. Polcri, Indagini documentarie sulla tavola del Perugino a Sansepolcro, in L'Ascensione di Cristo del Perugino, a cura di S. Casciu, Cinisello Balsamo, Amilcare Pizzi, 1998, pp. 70-75
- F. Polcri, Viaggi di devozione nella valle del Rodano e in Italia. Passagium d'oltre mare per Gerusalemme: un'indagine nella tradizione testamentaria altotiberina dei secoli XIII-XV, in Vie di pellegrinaggio medievale attraverso l'Alta Valle del Tevere, a cura di E. Mattesini, Città di Castello, Petruzzi Editore, 1998, pp. 311-363
- F. Polcri, L'Archivio Vescovile di Sansepolcro: note sull'attività recente, in «Pagine altotiberine», 7, 1999, pp. 143-148
- F. Polcri, Un dipinto di Santi di Tito ora nel Museo Civico di Sansepolcro, in «Pagine altotiberine», 7, 1999, pp. 23-32
- F. Polcri, Allevamenti, “fide dell'Alpe” e confinazioni: aspetti di un'economia di montagna in età moderna, in Allevamento mercato transumanza sull'Appennino. Atti del convegno (Ponte Presale, 9 settembre 1999), a cura di L. Calzolai - M. Kovacevich, Sestino – Badia Tedalda, Edizioni CREAAP, 2000, pp. 89-98
- F. Polcri, Giovan Battista Pacetti (detto lo Sguazzino) autore della tavola sull'altare maggiore della chiesa della Madonna dei Lumi a Pieve Santo Stefano, in «Pagine altotiberine», 10, 2000, pp. 136-142
- F. Polcri, Brevi considerazioni storiche sull'organizzazione scolastica e sui presupposti dell'istruzione tecnico-professionale a Sansepolcro (secoli XIV-XIX), in Scuola e territorio. Atti del convegno (Sansepolcro, 6-7 aprile 2000), Lama, Tipografia L'Artistica, 2001, pp. 21-34
- F. Polcri, L'ex-area Buitoni di Sansepolcro. Un po' di storia recente alla luce di una interessante e ignorata proposta di recupero, in «Pagine altotiberine», 17, 2002, pp. 23-42
- F. Polcri, La reggenza lorenese a Sansepolcro e in Valtiberina attraverso l'analisi di una inedita documentazione archivistica, in Arezzo e la Toscana tra i Medici e i Lorena (1670 – 1765). Atti del convegno (Arezzo, 16 – 17 novembre 2001), a cura di F. Cristelli, Arezzo, Società Storica Aretina, 2003, pp. 153–177